# Dezső Bundzsák
Dezső Bundzsák (ur. 3 maja 1928 w Kiskunhalas, zm. 1 października 2010 w Budapeszcie) – piłkarz węgierski grający na pozycji napastnika. W swojej karierze rozegrał 25 meczów w reprezentacji Węgier i strzelił w nich 1 gola.

## Kariera klubowa
Swoją karierę piłkarską Bundzsák rozpoczynał w klubie Kiskunhalasi Vasas. Następnie w 1950 roku przeszedł do budapeszteńskiego Vasasu i wtedy też zadebiutował w jego barwach w pierwszej lidze węgierskiej. Wraz z Vasasem trzykrotnie był mistrzem kraju w latach 1957, 1961 i 1962. W 1955 roku zdobył Puchar Węgier. Czterokrotnie zwyciężył z Vasasem w Pucharze Mitropa (1956, 1957, 1960, 1962). W 1957 roku został wybrany Piłkarzem Roku na Węgrzech. Swoją karierę sportową zakończył w 1964 roku.

## Kariera reprezentacyjna
W reprezentacji Węgier Bundzsák zadebiutował 23 września 1956 roku w wygranym 1:0 towarzyskim spotkaniu ze Związkiem Radzieckim. W 1958 roku został powołany do kadry Węgier na mistrzostwa świata w Szwecji. Na nich wystąpił w trzech meczach: z Walią (1:1), ze Szwecją (1:2) i ponownie z Walią (1:2). Od 1956 do 1961 roku rozegrał w kadrze narodowej 25 meczów, w których strzelił 1 gola.
| Mecze i gole w reprezentacji | Mecze i gole w reprezentacji | Mecze i gole w reprezentacji | Mecze i gole w reprezentacji | Mecze i gole w reprezentacji | Mecze i gole w reprezentacji | Mecze i gole w reprezentacji |
| #                            | Data                         | Stadion                      | Rywal                        | Wynik                        | Gol                          | Rozgrywki                    |
| 1956                         | 1956                         | 1956                         | 1956                         | 1956                         | 1956                         | 1956                         |
| ---------------------------- | ---------------------------- | ---------------------------- | ---------------------------- | ---------------------------- | ---------------------------- | ---------------------------- |
| 1.                           | 23.09.1956                   | Moskwa, ZSRR                 | ZSRR                         | 1:0                          | 0                            | towarzyski                   |
| 1957                         |                              |                              |                              |                              |                              |                              |
| 2.                           | 12.06.1957                   | Oslo, Norwegia               | Norwegia                     | 1:2                          | 0                            | el. MŚ 1958                  |
| 3.                           | 15.09.1957                   | Sofia, Bułgaria              | Bułgaria                     | 2:1                          | 0                            | el. MŚ 1958                  |
| 4.                           | 22.09.1957                   | Budapeszt, Węgry             | ZSRR                         | 1:2                          | 0                            | towarzyski                   |
| 5.                           | 22.12.1957                   | Hanower, RFN                 | RFN                          | 0:1                          | 0                            | towarzyski                   |
| 1958                         |                              |                              |                              |                              |                              |                              |
| 6.                           | 07.05.1958                   | Glasgow, Szkocja             | Szkocja                      | 1:1                          | 0                            | towarzyski                   |
| 7.                           | 08.06.1958                   | Sandviken, Szwecja           | Walia                        | 1:1                          | 0                            | MŚ 1958                      |
| 8.                           | 12.06.1958                   | Sztokholm, Szwecja           | Szwecja                      | 1:2                          | 0                            | MŚ 1958                      |
| 9.                           | 17.06.1958                   | Sztokholm, Szwecja           | Walia                        | 1:2                          | 0                            | MŚ 1958                      |
| 10.                          | 28.09.1958                   | Moskwa, ZSRR                 | ZSRR                         | 1:3                          | 0                            | el. ME 1960                  |
| 11.                          | 05.10.1958                   | Zagrzeb, Jugosławia          | Jugosławia                   | 4:4                          | 0                            | towarzyski                   |
| 12.                          | 26.10.1958                   | Bukareszt, Rumunia           | Rumunia                      | 2:1                          | 0                            | towarzyski                   |
| 13.                          | 23.11.1958                   | Budapeszt, Węgry             | Belgia                       | 3:1                          | 0                            | towarzyski                   |
| 1959                         |                              |                              |                              |                              |                              |                              |
| 14.                          | 19.04.1959                   | Budapeszt, Węgry             | Jugosławia                   | 4:0                          | 0                            | towarzyski                   |
| 15.                          | 01.05.1959                   | Drezno, NRD                  | NRD                          | 1:0                          | 0                            | towarzyski                   |
| 16.                          | 28.06.1959                   | Budapeszt, Węgry             | Szwecja                      | 3:2                          | 0                            | towarzyski                   |
| 17.                          | 11.10.1959                   | Belgrad, Jugosławia          | Jugosławia                   | 4:2                          | 1                            | towarzyski                   |
| 18.                          | 25.10.1959                   | Budapeszt, Węgry             | Szwajcaria                   | 8:0                          | 0                            | towarzyski                   |
| 19.                          | 08.11.1959                   | Budapeszt, Węgry             | RFN                          | 4:3                          | 0                            | towarzyski                   |
| 20.                          | 29.11.1959                   | Florencja, Włochy            | Włochy                       | 1:1                          | 0                            | towarzyski                   |
| 1960                         |                              |                              |                              |                              |                              |                              |
| 21.                          | 22.05.1960                   | Budapeszt, Węgry             | Anglia                       | 2:0                          | 0                            | towarzyski                   |
| 22.                          | 05.06.1960                   | Budapeszt, Węgry             | Szkocja                      | 3:3                          | 0                            | towarzyski                   |
| 23.                          | 09.10.1960                   | Budapeszt, Węgry             | Jugosławia                   | 1:1                          | 0                            | towarzyski                   |
| 24.                          | 20.11.1960                   | Budapeszt, Węgry             | Austria                      | 2:0                          | 0                            | towarzyski                   |
| 1961                         |                              |                              |                              |                              |                              |                              |
| 25.                          | 09.12.1961                   | Santiago, Chile              | Chile                        | 1:5                          | 0                            | towarzyski                   |

## Kariera trenerska
Po zakończeniu kariery Bundzsák został trenerem. Prowadził takie kluby jak: greckie Pierikos, Panionios GSS i Apollon Smyrnis oraz rodzime SZEOL AK, Fősped Szállítók, Győri MÁV DAC, Vasas SC, Göd, Balassagyarmat i Gyöngyösi AK. W latach 1979–1980 był selekcjonerem reprezentacji Egiptu.